# Толон (Ленский район)
Толо́н (якут. Толоон) — село в Ленском районе Республики Саха (Якутия) России. Административный центр Толонского наслега.

## География
Село находится в юго-западной части Якутии, в пределах Приленского плато, на левом берегу реки Пеледуй, на расстоянии примерно 232 км (по прямой) к юго-западу от Ленска, административного центра района. Абсолютная высота — 252 м над уровнем моря.
Климат
Климат характеризуется как резко континентальный, с морозной зимой и относительно жарким летом. Средняя температура воздуха самого тёплого месяца (июля) составляет 22 °C; самого холодного (января) — −32 °C. Основное количество атмосферных осадков (75-80 % от годовой суммы) выпадает в период с апреля по октябрь. Снежный покров держится в течение 200—210 дней в году.
Часовой пояс
Село Толон (Ленский район) находится в часовой зоне МСК+6. Смещение применяемого времени относительно UTC составляет +9:00.

## Население
| 2002 | 2010 | 2021 |
| ---- | ---- | ---- |
| 250  | ↗257 | ↘239 |

Половой состав
По данным Всероссийской переписи населения 2010 года в гендерной структуре населения мужчины составляли 49 %, женщины — соответственно 51 %.
Национальный состав
Согласно результатам переписи 2002 года, в национальной структуре населения русские составляли 86 % из 250 чел.

## Улицы
| - пер. Водовозный, - ул. Лесная, - ул. Набережная, | - ул. Портовская, - ул. Почтовая, - ул. Терёшкина Н. Д. |

## Инфраструктура
Функционируют средняя школа, детский сад, дом культуры, библиотека и фельдшерско-акушерский пункт.